# 20618 Daniebutler
20618 Daniebutler (1999 SG7) là một tiểu hành tinh vành đai chính được phát hiện ngày 29 tháng 9 năm 1999 bởi nhóm nghiên cứu tiểu hành tinh gần Trái Đất phòng thí nghiệm Lincoln ở Socorro.